# 朝比奈慧
朝比奈 慧（あさひな けい、11月19日 - ）は、元宝塚歌劇団・宙組男役で、現在は女優。2013年4月に朝比奈 慶から改名。
東京都世田谷区、梅ヶ丘中学校出身。身長169cm。愛称はひな。

## 略歴
1991年、宝塚音楽学校へ入学。
1993年、79期生として宝塚歌劇団に入団。入団時の成績は40人中13番。月組『グランドホテル／BROADWAY BOYS』で初舞台。翌1994年1月7日、花組へ配属。
1996年、バウホール公演『HURRICANE』でヒロイン役に抜擢される。
1998年、宙組創設メンバーの一人として、組替え。香港公演に参加。
2002年3月24日、『カステル・ミラージュ -消えない蜃気楼-』／『ダンシング・スピリット』の東京公演千秋楽をもち、宝塚歌劇団を退団。
退団後は、舞台を中心に活動している。
2013年4月、芸名を朝比奈慶から朝比奈慧へ改名。

## 宝塚時代の主な舞台出演

### 花組時代
- 1996年3月、『HURRICANE』（バウ・東京特別・名古屋特別）ゼニス　＊バウホールヒロイン
- 1996年6月、『ハウ・トゥー・サクシード -努力しないで出世する方法-』新人公演：ギャッチ（本役：海峡ひろき）
- 1997年2月、『失われた楽園 -ハリウッド・バビロン-』新人公演：デヴィッド・ムーア（本役：初風緑）／『サザンクロス・レビュー』
- 1997年4月、『風と共に去りぬ』（全国ツアー）ウィリー
- 1997年10月、『白い朝』（バウ・東京特別）金太

### 宙組時代
- 1998年1月、『夢幻宝寿頌』／『This is TAKARAZUKA!』（香港）
- 1998年3月、『エクスカリバー』トーマス、新人公演：アンドリュー（本役：湖月わたる）／『シトラスの風』
- 1998年9月、『バウ・ボヤージュ!』（バウ）
- 1998年10月、『エリザベート -愛と死の輪舞-』シュテファン、新人公演：フランツ・ヨーゼフ（本役：和央ようか）
- 1999年4月、『エクスカリバー』ポール／『シトラスの風』（全国ツアー）
- 1999年6月、『激情 -ホセとカルメン-』新人公演：エスカミリオ（本役：湖月わたる）／『ザ・レビュー　99』
- 1999年9月、『TEMPEST -吹き抜ける九龍-』（バウ）エアリエル
- 2000年6月、『うたかたの恋』ブラッドフィッシュ／『GLORIOUS!!』（全国ツアー）
- 2000年8月、『望郷は海を越えて』ピョートルIII／『ミレニアム・チャレンジャー!』
- 2000年9月、『紫吹淳コンサート・ALL ABOUT RIKA』（東京特別）
- 2001年2月、『望郷は海を越えて』ピョートルIII／『ミレニアム・チャレンジャー!』（中日）
- 2001年4月、『ベルサイユのばら2001 -フェルゼンとマリー・アントワネット編-』デュガゾン
- 2001年11月、『カステル・ミラージュ -消えない蜃気楼-』カーター／『ダンシング・スピリット!』 ＊退団公演

## 退団後の主な活動

### 舞台
- 演劇ユニットトレランス第2回公演『ルネッサンス』（2003年）
- 演劇ユニットトレランス番外公演 BROKEN『ロミオとジュリエット』（2003年）
- 『PURE LOVE』（2003年）
- 演劇ユニットトレランス第3回公演『クレオパトラの鼻』（2004年）
- REVO『la vie』（2004年）
- アルターエゴプロデュースミュージカル『マザー』（2004年）
- リリパットアーミーII『時の男〜匂うがごとく今盛りなり〜』（2006年）
- 『GIFT』(2008年)
- 『櫻の園』（2010年）
- 『鮫に喰われた娘』(2013年)

### 映画
- 偶然にも最悪な少年（2003年）

### テレビ
- 踊る!さんま御殿!!
- 笑顔がいちばん!
- うるおい宣言!